# Salix liouana
Salix liouana là một loài thực vật có hoa trong họ Liễu. Loài này được C. Wang & Chang Y. Yang miêu tả khoa học đầu tiên năm 1980.